# Trébas
Trébas est une commune française située dans le nord-est du département du Tarn, en région Occitanie. Sur le plan historique et culturel, la commune est dans le Ségala, un territoire s'étendant sur les départements du Tarn et de l'Aveyron, constitué de longs plateaux schisteux, morcelés d'étroites vallées.
Exposée à un climat océanique altéré, elle est drainée par le Tarn, le ruisseau de la Roque et par divers autres petits cours d'eau. La commune possède un patrimoine naturel remarquable composé de deux zones naturelles d'intérêt écologique, faunistique et floristique (ZNIEFF).
Trébas est une commune rurale qui compte 404 habitants en 2022. Ses habitants sont appelés les Trébassols ou  Trébassoles.

## Géographie

### Localisation
La commune est située dans l'est du département du Tarn, dans le Massif central. Elle est limitrophe de l'Aveyron.

### Communes limitrophes
Les communes limitrophes sont  Cadix, Curvalle, Fraissines et La Bastide-Solages.
| Cadix |          | Fraissines                   |
|       | Trébas   | La Bastide-Solages (Aveyron) |
|       | Curvalle |                              |

### Hydrographie
La commune est dans le bassin de la Garonne, au sein du bassin hydrographique Adour-Garonne. Elle est drainée par le Tarn, le ruisseau de la Roque, la Rivière et par deux petits cours d'eau, qui constituent un réseau hydrographique de 9 km de longueur totale,.
Le Tarn, d'une longueur totale de 380 km, prend sa source sur le mont Lozère, dans le nord de la commune du Pont de Montvert - Sud Mont Lozère en Lozère, et se jette dans la Garonne à Saint-Nicolas-de-la-Grave, en Tarn-et-Garonne.

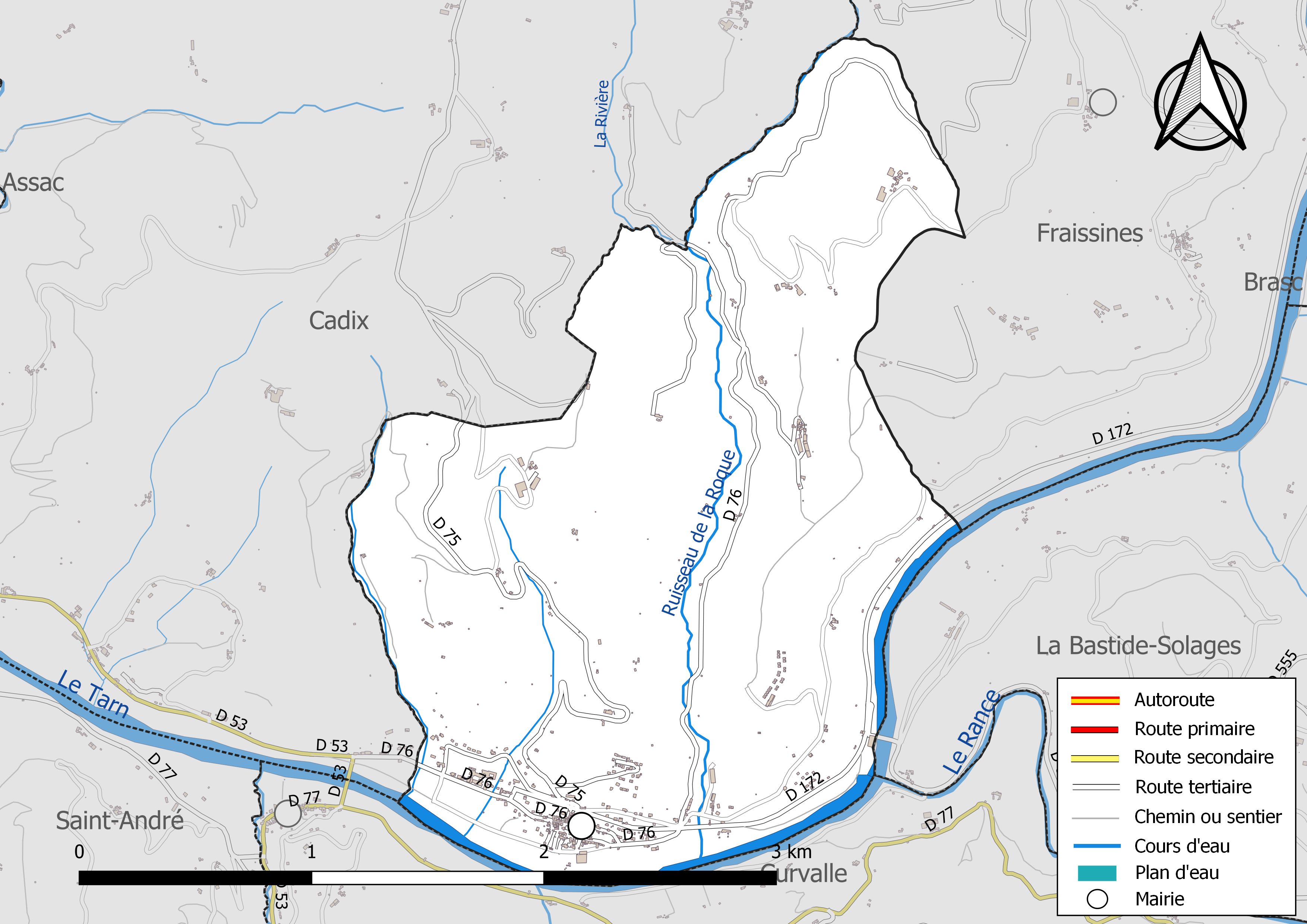
Réseaux hydrographique et routier de Trébas.

### Climat
Pour des articles plus généraux, voir Climat de l'Occitanie et Climat du Tarn.
En 2010, le climat de la commune est de type climat du Bassin du Sud-Ouest, selon une étude du Centre national de la recherche scientifique s'appuyant sur une série de données couvrant la période 1971-2000. En 2020, Météo-France publie une typologie des climats de la France métropolitaine dans laquelle la commune est dans une zone de transition entre le climat océanique altéré et le climat de montagne ou de marges de montagne et est dans la région climatique Sud-est du Massif Central, caractérisée par une pluviométrie annuelle de 1 000 à 1 500 mm, minimale en été, maximale en automne.
Pour la période 1971-2000, la température annuelle moyenne est de 12,7 °C, avec une amplitude thermique annuelle de 16,1 °C. Le cumul annuel moyen de précipitations est de 648 mm, avec 10 jours de précipitations en janvier et 7 jours en juillet. Pour la période 1991-2020, la température moyenne annuelle observée sur la station météorologique de Météo-France la plus proche, « Bastide Solages », sur la commune de La Bastide-Solages à 3 km à vol d'oiseau, est de 13,5 °C et le cumul annuel moyen de précipitations est de 950,8 mm. 
La température maximale relevée sur cette station est de 40 °C, atteinte le 29 juin 2019 ; la température minimale est de −13 °C, atteinte le 12 janvier 1987,,.
Les paramètres climatiques de la commune ont été estimés pour le milieu du siècle (2041-2070) selon différents scénarios d'émission de gaz à effet de serre à partir des nouvelles projections climatiques de référence DRIAS-2020. Ils sont consultables sur un site dédié publié par Météo-France en novembre 2022.

### Milieux naturels et biodiversité
L’inventaire des zones naturelles d'intérêt écologique, faunistique et floristique (ZNIEFF) a pour objectif de réaliser une couverture des zones les plus intéressantes sur le plan écologique, essentiellement dans la perspective d’améliorer la connaissance du patrimoine naturel national et de fournir aux différents décideurs un outil d’aide à la prise en compte de l’environnement dans l’aménagement du territoire.
Une ZNIEFF de type 1 est recensée sur la commune :
la « rivière Tarn (partie Aveyron) » (2 381 ha), couvrant 41 communes dont 25 dans l'Aveyron et 16 dans le Tarn et une ZNIEFF de type 2, : 
la « vallée du Tarn, amont » (36 322 ha), couvrant 57 communes dont 31 dans l'Aveyron, une dans la Lozère et 25 dans le Tarn.

Carte des ZNIEFF de type 1 et 2 à Trébas.
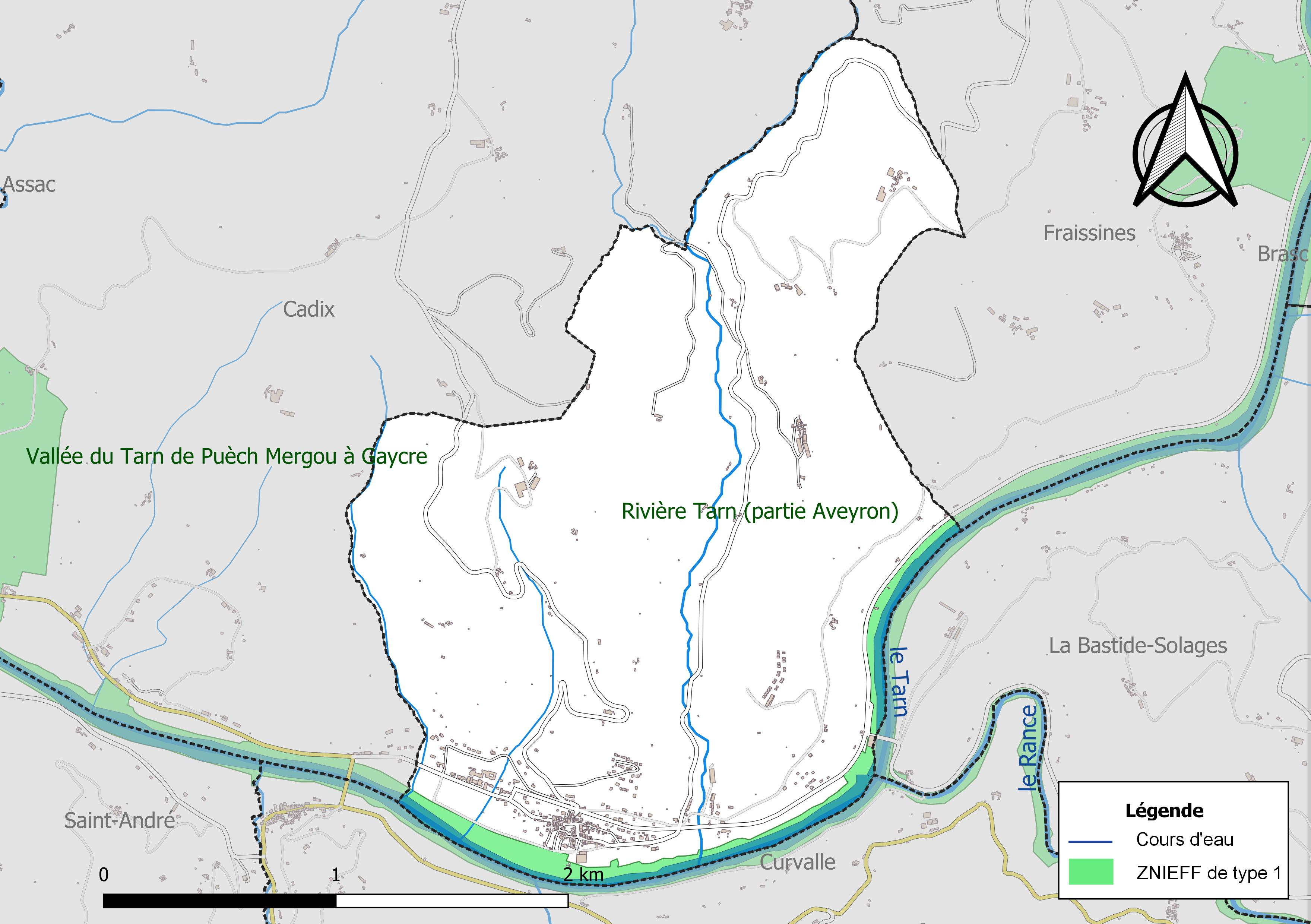
Carte de la ZNIEFF de type 1 sur la commune.
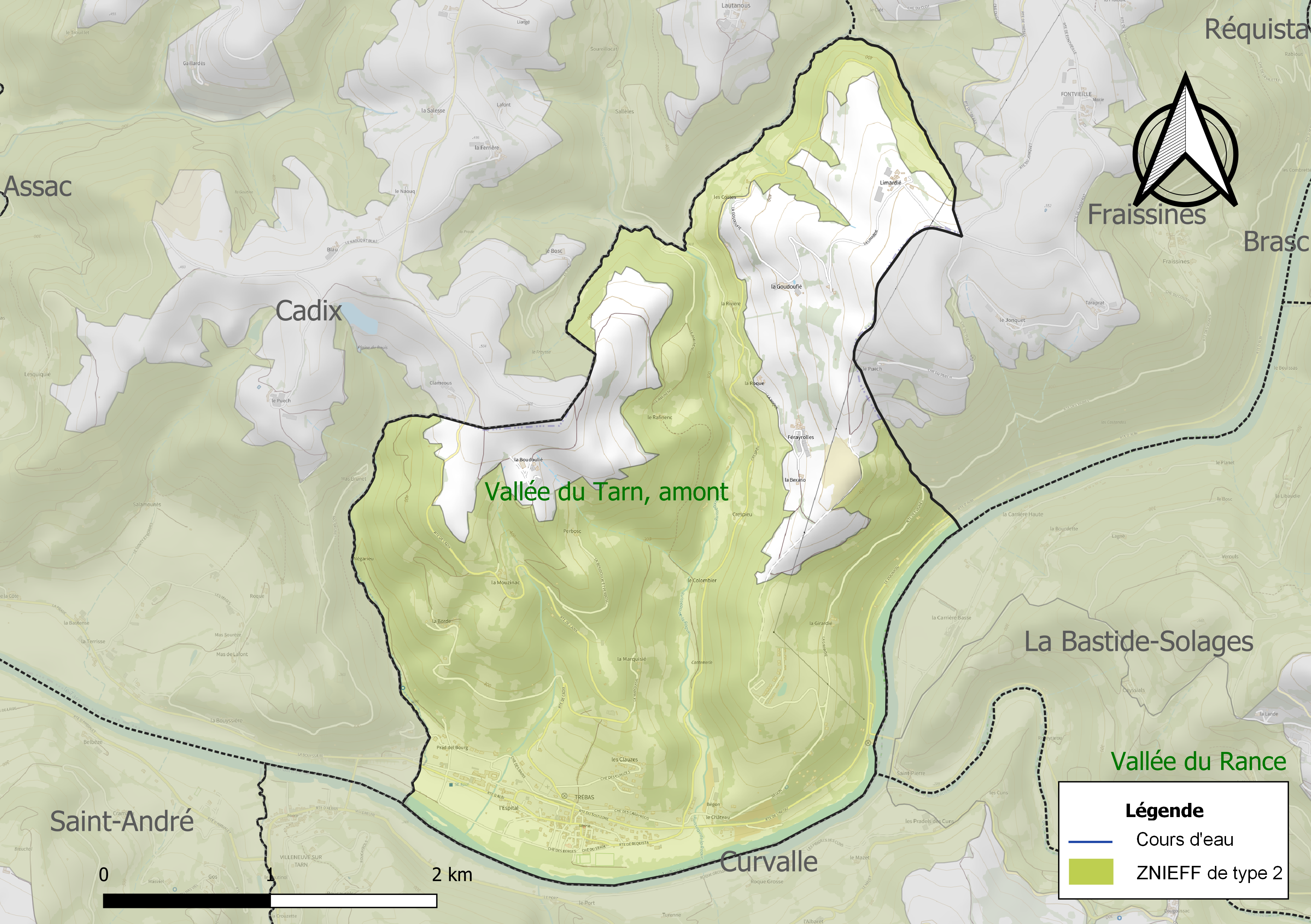
Carte de la ZNIEFF de type 2 sur la commune.

## Urbanisme

### Typologie
Au 1er janvier 2024, Trébas est catégorisée commune rurale à habitat dispersé, selon la nouvelle grille communale de densité à sept niveaux définie par l'Insee en 2022.
Elle est située hors unité urbaine et hors attraction des villes,.

### Occupation des sols
L'occupation des sols de la commune, telle qu'elle ressort de la base de données européenne d’occupation biophysique des sols Corine Land Cover (CLC), est marquée par l'importance des territoires agricoles (50,8 % en 2018), en augmentation par rapport à 1990 (49,7 %). La répartition détaillée en 2018 est la suivante : 
zones agricoles hétérogènes (50,8 %), forêts (49,2 %). L'évolution de l’occupation des sols de la commune et de ses infrastructures peut être observée sur les différentes représentations cartographiques du territoire : la carte de Cassini (XVIIIe siècle), la carte d'état-major (1820-1866) et les cartes ou photos aériennes de l'IGN pour la période actuelle (1950 à aujourd'hui).

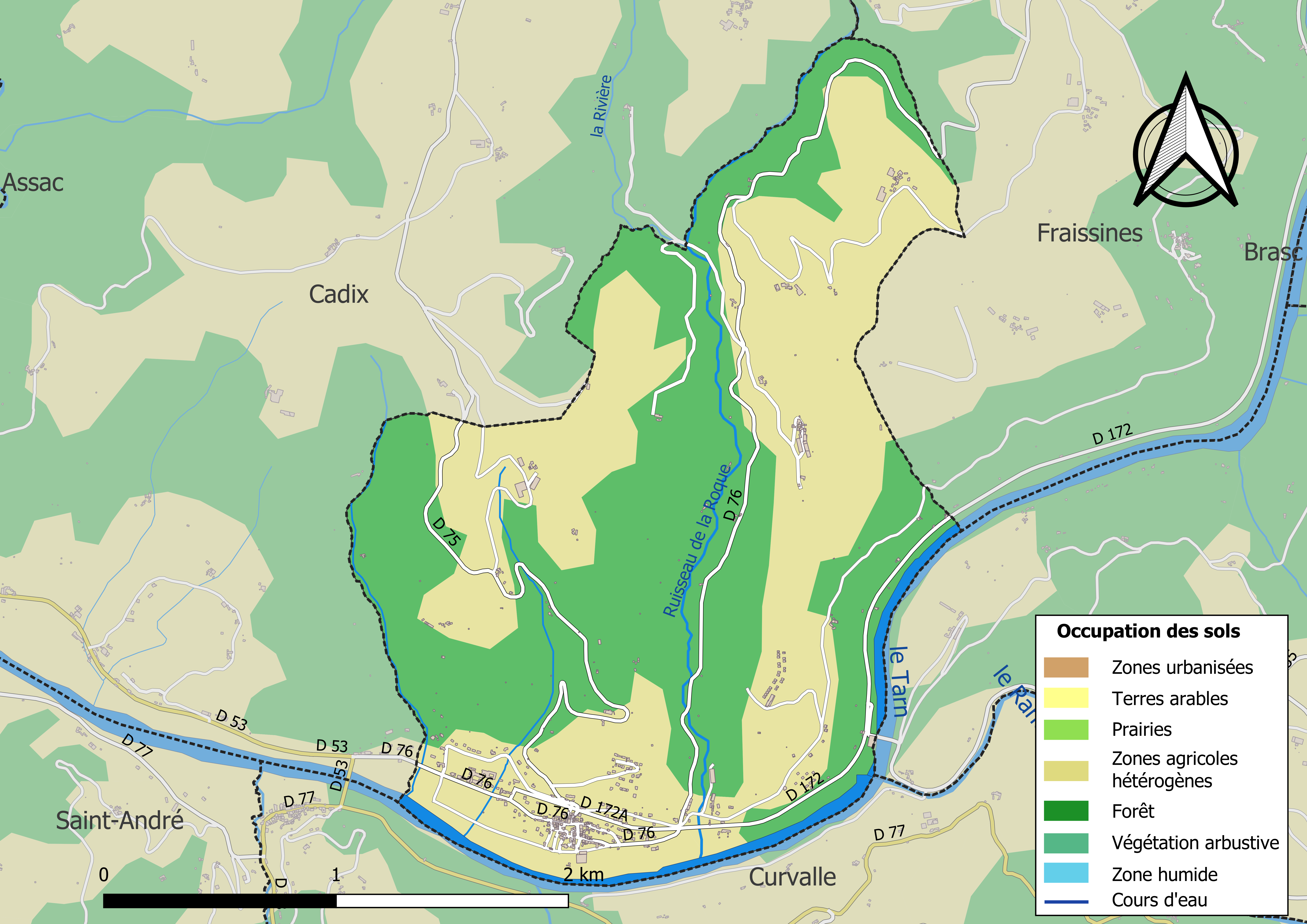
Carte des infrastructures et de l'occupation des sols de la commune en 2018 (CLC).

### Risques majeurs
Le territoire de la commune de Trébas est exposé à différents aléas naturels : météorologiques (tempête, orage, neige, grand froid, canicule ou sécheresse), inondations, feux de forêts, mouvements de terrains et séisme (sismicité très faible), dont un risque modéré d'émanation de radon
Il est également exposé à un risque technologique, lié au transport de matières dangereuses.

#### Risques naturels
Certaines parties du territoire communal sont susceptibles d’être affectées par le risque d’inondation par débordement de cours d'eau, notamment le Tarn. La cartographie des zones inondables en ex-Midi-Pyrénées réalisée dans le cadre du XIe Contrat de plan État-région, visant à informer les citoyens et les décideurs sur le risque d’inondation, est accessible sur le site de la DREAL Occitanie.
La commune a été reconnue en état de catastrophe naturelle au titre des dommages causés par les inondations et coulées de boue survenues en 1982, 1992, 1994, 1996, 2003, 2012 et 2014,.
Trébas est exposée au risque de feu de forêt du fait de la présence sur son territoire . En 2022, il n'existe pas de Plan de Prévention des Risques incendie de forêt (PPRif). L'obligation légale de débroussaillage aux abords des habitations constitue la meilleures protections des particuliers contre le risque d'incendie,.

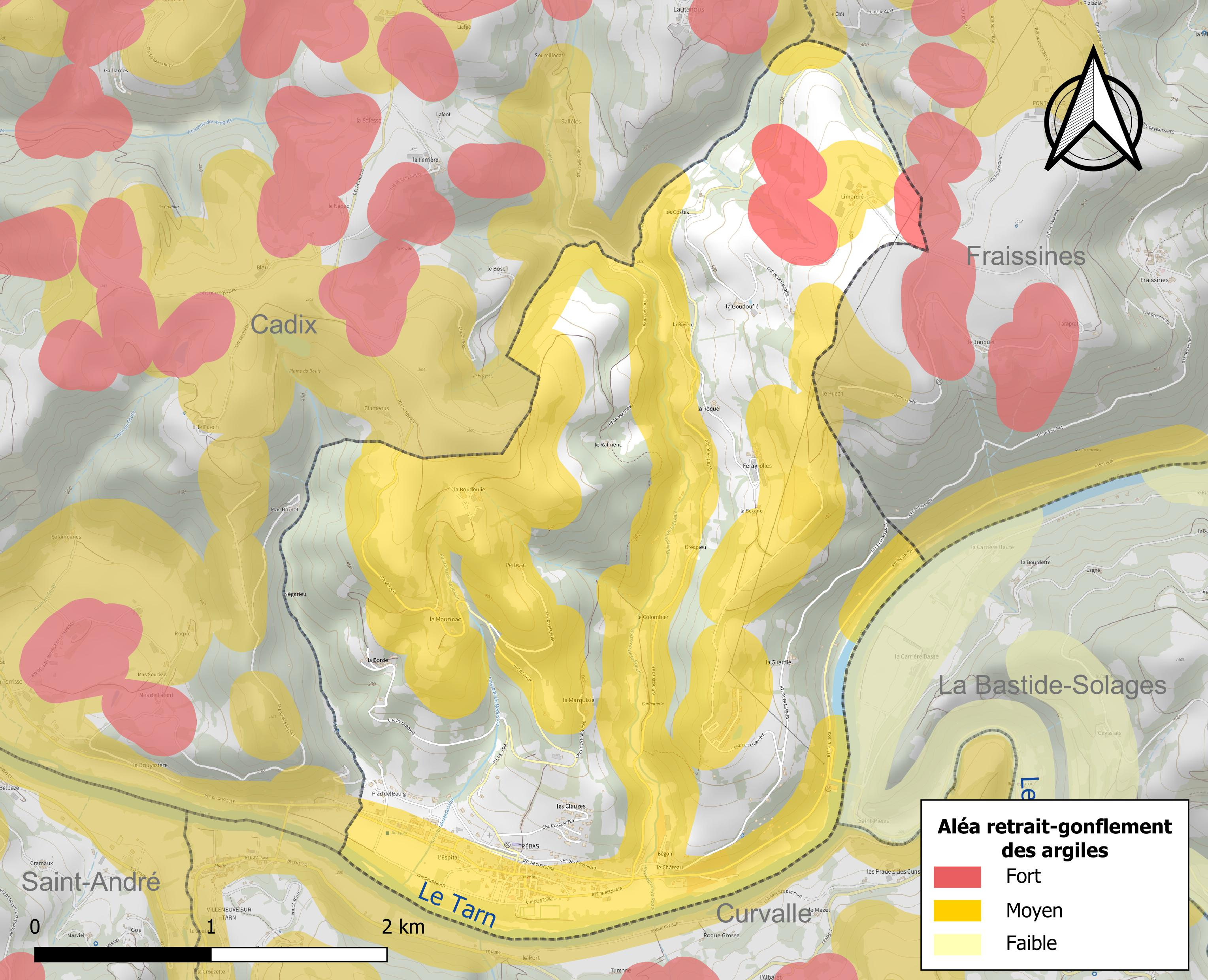
Carte des zones d'aléa retrait-gonflement des sols argileux de Trébas.

La commune est exposée aux mouvements différentiels de terrain lié au phénomène de retrait-gonflement des sols argileux. Cet aléa est susceptible d'engendrer des dommages importants aux bâtiments en cas d’alternance de périodes de sécheresse et de pluie. 57,5 % de la superficie communale est en aléa moyen ou fort (76,3 % au niveau départemental et 48,5 % au niveau national). Sur les 253 bâtiments dénombrés sur la commune en 2019, 163 sont en aléa moyen ou fort, soit 64 %, à comparer aux 90 % au niveau départemental et 54 % au niveau national. Une cartographie de l'exposition du territoire national au retrait gonflement des sols argileux est disponible sur le site du BRGM,.
Par ailleurs, afin de mieux appréhender le risque d’affaissement de terrain, l'inventaire national des cavités souterraines permet de localiser celles situées sur la commune.

#### Risques technologiques
Le risque de transport de matières dangereuses sur la commune est lié à sa traversée par des infrastructures routières ou ferroviaires importantes ou la présence d'une canalisation de transport d'hydrocarbures. Un accident se produisant sur de telles infrastructures est susceptible d’avoir des effets graves sur les biens, les personnes ou l'environnement, selon la nature du matériau transporté. Des dispositions d’urbanisme peuvent être préconisées en conséquence.

#### Risque particulier
Dans plusieurs parties du territoire national, l'émanation de radon, accumulé dans certains logements ou autres locaux, peut constituer une source significative d’exposition de la population aux rayonnements ionisants. Certaines communes du département sont concernées par le risque radon à un niveau plus ou moins élevé. Selon la classification de 2018, la commune de Trébas est classée en zone 2, à savoir zone à potentiel radon faible mais sur lesquelles des facteurs géologiques particuliers peuvent faciliter le transfert du radon vers les bâtiments.

## Toponymie
Trébas, comme Le Travet et Trévien, viendrait du gaulois trebo qui désigne le lieu où l'on vit et par extension le hameau, le village.

## Histoire
La commune de Trébas a été augmentée d'une partie de la commune de Laroque-Roucazel lors de la suppression de celle-ci le 20 mai 1835. L'autre partie est revenue à la commune de Cadix.

### Héraldique
| Trébas | Son blasonnement est : D'or au trèfle de gueules. |

## Politique et administration
| Période                                  | Période      | Identité          | Étiquette | Qualité                                                                                      |
| ---------------------------------------- | ------------ | ----------------- | --------- | -------------------------------------------------------------------------------------------- |
| Les données manquantes sont à compléter. |              |                   |           |                                                                                              |
| ?                                        | 1970 (décès) | M. Leclerc        |           |                                                                                              |
| 1970                                     | mars 2001    | Pierre Bernard    | PS        | Médecin Député du Tarn (1980 → 1993) Conseiller général de Valence-d'Albigeois (1982 → 2001) |
| mars 2001                                | juillet 2020 | Patricia Bousquet | DVG       |                                                                                              |
| juillet 2020                             | En cours     | Christine Farssac |           |                                                                                              |

## Démographie
| 1793 | 1800 | 1806 | 1821 | 1831 | 1836 | 1841 | 1846 | 1851 |
| ---- | ---- | ---- | ---- | ---- | ---- | ---- | ---- | ---- |
| 394  | 280  | 373  | 427  | 488  | 647  | 687  | 662  | 604  |

| 1856 | 1861 | 1866 | 1872 | 1876 | 1881 | 1886 | 1891 | 1896 |
| ---- | ---- | ---- | ---- | ---- | ---- | ---- | ---- | ---- |
| 546  | 542  | 540  | 553  | 521  | 573  | 560  | 492  | 535  |

| 1901 | 1906 | 1911 | 1921 | 1926 | 1931 | 1936 | 1946 | 1954 |
| ---- | ---- | ---- | ---- | ---- | ---- | ---- | ---- | ---- |
| 525  | 532  | 513  | 447  | 412  | 402  | 392  | 351  | 300  |

| 1962 | 1968 | 1975 | 1982 | 1990 | 1999 | 2005 | 2006 | 2010 |
| ---- | ---- | ---- | ---- | ---- | ---- | ---- | ---- | ---- |
| 322  | 304  | 289  | 326  | 311  | 347  | 367  | 378  | 412  |

| 2015 | 2020 | 2022 | - | - | - | - | - | - |
| ---- | ---- | ---- | - | - | - | - | - | - |
| 418  | 411  | 404  | - | - | - | - | - | - |

## Économie

### Revenus
En 2018, la commune compte 177 ménages fiscaux, regroupant 325 personnes. La médiane du revenu disponible par unité de consommation est de 18 710 € (20 400 € dans le département).

### Emploi
|                | 2008  | 2013  | 2018  |
| -------------- | ----- | ----- | ----- |
| Commune        | 10 %  | 12 %  | 6,4 % |
| Département    | 8,2 % | 9,9 % | 10 %  |
| France entière | 8,3 % | 10 %  | 10 %  |

En 2018, la population âgée de 15 à 64 ans s'élève à 173 personnes, parmi lesquelles on compte 71 % d'actifs (64,6 % ayant un emploi et 6,4 % de chômeurs) et 29 % d'inactifs,. En  2018, le taux de chômage communal (au sens du recensement) des 15-64 ans est inférieur à celui de la France et du département, alors qu'en 2008 la situation était inverse.
La commune est hors attraction des villes,. Elle compte 133 emplois en 2018, contre 139 en 2013 et 132 en 2008. Le nombre d'actifs ayant un emploi résidant dans la commune est de 117, soit un indicateur de concentration d'emploi de 114,4 % et un taux d'activité parmi les 15 ans ou plus de 35,1 %.
Sur ces 117 actifs de 15 ans ou plus ayant un emploi, 48 travaillent dans la commune, soit 41 % des habitants. Pour se rendre au travail, 71,6 % des habitants utilisent un véhicule personnel ou de fonction à quatre roues, 3,4 % les transports en commun, 10,3 % s'y rendent en deux-roues, à vélo ou à pied et 14,7 % n'ont pas besoin de transport (travail au domicile).

### Activités hors agriculture
33 établissements sont implantés  à Trébas au 31 décembre 2019. Le tableau ci-dessous en détaille le nombre par secteur d'activité et compare les ratios avec ceux du département,.
| Secteur d'activité                                                                                        | Commune | Commune | Département |
| Secteur d'activité                                                                                        | Nombre  | %       | %           |
| --- | ------- | ------- | ----------- |
| Ensemble                                                                                                  | 33      |         |             |
| Industrie manufacturière, industries extractives et autres                                                | 6       | 18,2 %  | (13 %)      |
| Construction                                                                                              | 2       | 6,1 %   | (12,5 %)    |
| Commerce de gros et de détail, transports, hébergement et restauration                                    | 11      | 33,3 %  | (26,7 %)    |
| Information et communication                                                                              | 1       | 3 %     | (2,1 %)     |
| Activités immobilières                                                                                    | 1       | 3 %     | (4,2 %)     |
| Activités spécialisées, scientifiques et techniques et activités de services administratifs et de soutien | 2       | 6,1 %   | (13,8 %)    |
| Administration publique, enseignement, santé humaine et action sociale                                    | 3       | 9,1 %   | (15,5 %)    |
| Autres activités de services                                                                              | 7       | 21,2 %  | (9 %)       |

Le secteur du commerce de gros et de détail, des transports, de l'hébergement et de la restauration est prépondérant sur la commune puisqu'il représente 33,3 % du nombre total d'établissements de la commune (11 sur les 33 entreprises implantées  à Trébas), contre 26,7 % au niveau départemental.

### Agriculture
|               | 1988 | 2000 | 2010 | 2020 |
| ------------- | ---- | ---- | ---- | ---- |
| Exploitations | 15   | 7    | 7    | 7    |
| SAU (ha)      | 225  | 267  | 389  | 396  |

La commune est dans le Segala, une petite région agricole située dans le nord-est du département du Tarn. C’est la relative pauvreté du sol de cette région où ne poussait jadis que le seigle qui a donné son nom à cette aire géographique. Situé en moyenne altitude, le Ségala s’étend sur des territoires vallonnés et riches en schiste. En 2020, l'orientation technico-économique de l'agriculture  sur la commune est la polyculture et/ou le polyélevage. Sept exploitations agricoles ayant leur siège dans la commune sont dénombrées lors du recensement agricole de 2020 (15 en 1988). La superficie agricole utilisée est de 396 ha,,.

## Culture locale et patrimoine

### Lieux et monuments
- Église Saint-Blaise de Trébas.

### Personnalités liées à la commune
- Casimir Ferrer artiste peintre et sculpteur né sur la commune.
- Gilbert Maurel né le 6 novembre 1931 à Trébas - Médaille militaire, chevalier de l'Ordre national du Mérite - retraité de la gendarmerie - auteur du livre La guerre d'un gendarme en Algérie - soldat de la loi - éd. L'Harmattan -  (ISBN 978-2-336-00943-8) • avril 2013 - http://www.editions-harmattan.fr/index.asp?navig=catalogue&obj=livre&no=39945.

## Sports
La ville de Trébas possède un club de football, le Trébas FC, évoluant dans la deuxième division du District du Tarn de football.